# Медолюб-регент
Медолюб-регент (Anthochaera phrygia) — вид горобцеподібних птахів родини медолюбових (Meliphagidae).

## Поширення
Ендемік Австралії. Поширений на сході штатів Вікторія та Новий Південний Уельс, і на південному сході Квінсленду. Він зник у Південній Австралії, де історично був досить поширеним, а в західній частині Вікторії трапляються бродяжні особини. За оцінками 2010 року, загальна чисельність виду становить 350—400 птахів. Мешкає у сухих відкритих лісах. Причиною зменшення чисельності є руйнування середовищ проживання через розвиток сільського господарства та житлового будівництва. Серйозну загрозу виду також становлять часті пожежі.

## Опис
Дрібний птах, завдовжки 20-24 см, розмах крил 30 см. Самці важать 41-45,5 г, самиці — 33-45 м. Голова, шия, верхня частина грудей і дзьоб чорні, а нижня частина спини і грудей блідо-лимонного кольору з чорним хвилястим малюнком. Пір'я коричневе, з яскраво-жовтими краями, навколо очей з темно-рожевим або кремовим відтінком.

## Спосіб життя
Харчується переважно нектаром, але також їсть квіти, ягоди, насіння та комах. Розмноження відбувається з серпня по січень, протягом південної весни та літа. Сезон розмноження відповідає цвітінню основних видів евкаліпта та омели. Самиця відкладає 2-3 яєць. Інкубація триває 16 днів.